# Виланела
Виланела (на френски: villanella) е френски старинен селски танц или песен.

## Етимология
Думата villanella произлиза от villano, което означава селянин. Villano, от своя страна, произлиза от латинското villanus, което означава ратай, етимологията на което разкрива първоначалния пасторален замисъл на творбата.

## Значения
1. ост. виланела (овчарска песен);
2. ост. виланела (старинен танц, придружен с песни);
3. поетическа форма, съставена от тристишия, завършващи с катрен, използвана през XVI век.